# Bồ câu nhà hoang dã
Bồ câu nhà hoang dã (Columba livia domestica) là loài chim có nguồn gốc từ chim bồ câu nhà đã quay trở lại môi trường hoang dã. Nguyên phân loài này được lai từ chim gầm ghì đá hoang dã, vốn trong tự nhiên sinh sống ở vách núi và biển, những con chim bồ câu sử dụng các gờ của tòa nhà như một sự thay thế cho vách đá ven biển. Chúng đã trở thành thích nghi với cuộc sống đô thị, săn côn trùng và nhặt rác. Chúng có nhiều ở các thị trấn và thành phố trên thế giới.